# Reverse, Then Forward Again
Reverse, Then Forward Again é uma coletânea musical da banda Dogwood, lançado a 20 de Abril de 2004.
| Críticas profissionais                                                      | Críticas profissionais |
| Avaliações da crítica                                                       | Avaliações da crítica  |
| Fonte                                                                       | Avaliação              |
| --------------------------------------------------------------------------- | ---------------------- |
| allmusic                                                                    | (sem nota)             |
| Jesus Freak Hideout                                                         | (sem nota)             |
| Esta tabela precisa de ser acompanhada por texto em prosa. Consulte o guia. |                        |

## Faixas
1. "Label Me" - 1:32
2. "Tiramisu" - 1:38
3. "All Hands on Deck" - 3:15
4. "Preschool Days" - 2:20
5. "Redefine Defiance" - 2:16
6. "Suffer" - 3:12
7. "Never Die" - 3:05
8. "My Best Year" - 2:38
9. "Control" - 3:21
10. "The Good Times" - 2:08
11. "Building a Better Me" - 3:09
12. "Comes Crashing" - 3:50
13. "Nothing New" - 3:16
14. "1983" - 3:25
15. "Nothing Is Everything" - 3:19
16. "Do or Die" - 3:39
17. "Seismic" - 3:11
18. "Conscience in a Cave" - 3:13
19. "Absolution" - 2:19
20. "Last of the Lost" - 3:33
21. "Flowersoondie" - 3:13
22. "Sanctuary" - 2:18
23. "Undertaking" - 2:26
24. "Instigator" - 2:40